# Милорад Дамјановић
Милорад „Мики” Дамјановић (Прибој, 7. август 1977) српски је ТВ водитељ, позоришни, филмски и гласовни глумац. 
Завршио је глуму у класи професора Предрага Ејдуса, и дипломирао у представи Ноћ убица. Иза себе има више од 40 позоришних премијера, а опробао се у улози продуцента у представи Пукла брука. Најпознатији је по улогама у филмовима Лајање на звезде (1998) и Смешне и друге приче (2004). Освојио је многе награде, међу којима су Награда за најбољег младог глумца на Данима комедије у Јагодини, за улогу Риста у представи Само ви 'ајте, а ми ћемо грактат и арлаукат и годишња награда Београдског драмског позоришта, за улогу Ернста у мјузиклу Буђење пролећа Франка Ведекинда. 
Радио је и на телевизији, и учествовао у серијама Пиши-бриши, Младић и Љубав, навика, паника. Давао је глас Изију и Хугу у дечијим телевизијским емисијама Тајни агент Изи и Хуго.
Глумио је у серији Игра судбине и Коло среће.
Од 2012.године врши функцију директора фестивала "Дани Данила Лазовића" који се одржава у Прибоју.

## Филмографија
| Год.       | Назив                 | Улога                   |
| ---------- | --------------------- | ----------------------- |
| 1998.      | Лајање на звезде      | Младен Ложанић “Малер”  |
| 2001.      | ТВ театар             | Марко                   |
| 2003-2005. | М(ј)ешовити брак      | Келе                    |
| 2004.      | Смешне и друге приче  | муштерија               |
| 2005.      | Љубав, навика, паника | Радиша                  |
| 2007.      | Позориште у кући      | конобар                 |
| 2010.      | Куку, Васа            |                         |
| 2020-2021. | Тате                  | инспектор Здравко Радић |
| 2021.      | Игра судбине          | Филип Додић “Дода”      |
| 2022.      | Коло среће            | Поштар Брка             |
| 2022-2023. | Од јутра до сутра     | Бориша                  |